# Oracles d'Asclepi
Els oracles d'Asclepi o temples d'Asclepi van ser una sèrie d'oracles o llocs de curació dedicats a Asclepi (en llatí Aesculapius) dels quals el més conegut era l'Asclepeion d'Epidaure. L'interior de l'edifici estava cobert de tauletes votives de persones que s'havien recuperat de les seves malalties després d'haver-hi dormit una nit.
Cap al 300 aC, el culte d'Asclepi va esdevenir molt popular. Els pelegrins acudien en gran nombre als asclepeion per ser curats. Dormien una nit i, l'endemà, explicaven els seus somnis a un sacerdot. Aquest prescrivia una cura, sovint una visita als banys o a un gimnàs. Les serps estaven consagrades a Asclepi, per la qual cosa sovint van ser usades en els rituals de curació. A les serps no verinoses se les deixava reptar al terra dels dormitoris on els malalts i ferits dormien.
Pausànias comentava que, a l'asclepeion de Titane a Sició (fundat per Alexànor, net d'Asclepi), les estàtues d'Higiea eren cobertes de cabells de dona i trossos de robes babilònies. Segons les inscripcions, els mateixos sacrificis eren oferts a Paros.